# Dramali Pacha
Sabit Mahmoud Pacha Dramali, généralement appelé Dramali Pacha (en turc : Dramalı Mahmut Paşa ; en grec moderne : Μαχμούτ πασάς Δράμαλης) né vers 1780 à Dráma (d'où son surnom) et décédé en 1822 à Corinthe était un militaire et pacha ottoman qui participa à la guerre d'indépendance grecque.
Il appartenait à une famille albanaise de dynastes de la région de Drama.
Après avoir été élevé au palais de Topkapi[réf. nécessaire], il fut envoyé comme pacha de sa région natale, à Drama.
Il fut nommé pacha de Larissa (c-à-d. du sandjak de Tríkala) en mai 1820, après le début de la révolte d'Ali Pacha, son prédécesseur Suleiman ayant été soupçonné de trahison. Il participa aux campagnes contre Ali Pacha de Janina au cours de l'été et de l'automne.
Se trouvant à Larissa au début de la guerre d'indépendance grecque en mars 1821, il écrasa rapidement l'insurrection en Magnésie, ravageant le Pélion.
En juin 1822, il remplaça Khursit Pacha comme général en chef des troupes ottomanes. Il se dirigea alors vers le Péloponnèse à la tête d'une puissante armée. Après avoir traversé la Grèce centrale et l'isthme de Corinthe sans rencontrer de résistance, il resta piégé dans la plaine d'Argos et son armée fut détruite en août lors de la Bataille des Dervénakia ; lui-même réussit à regagner de justesse Corinthe, mais ne put rien tenter par la suite.
Il mourut à Corinthe au cours d'une épidémie en novembre.